# Monhysterida
Ordre
Super-familles de rang inférieur
- Siphonolaimoidea
- Monhysteroidea

Les Monhysterida sont un ordre de nématodes chromadorés.
Il semblerait cependant que le groupe des Chromadorea ne soit pas monophylétique, et le groupe des Monhysterida semble être distinct et former une lignée plus ancienne que les autres.
Selon wikispecies, il y a deux super-familles et 5 familles.
- Super-famille Siphonolaimoidea
  - Famille Linhomoeidae
- Super-famille Monhysteroidea
  - Famille Linhomoeidae
  - Famille Monhysteridae
  - Famille Sphaerolaimidae
  - Famille Xyalidae

Le site de taxinomie du  National Center for Biotechnology Information (NCBI) considère qu'il y a un genre de classement incertain (incertae sedis) : Cyartonema.